# Montelepre
Montelepre ist eine Stadt der Metropolitanstadt Palermo in der Region Sizilien in Italien mit 5670 Einwohnern (Stand 31. Dezember 2023).

## Lage und Daten
Montelepre liegt 26 km westlich von Palermo. Die Einwohner arbeiten hauptsächlich in der Landwirtschaft.
Die Nachbargemeinden sind Carini, Giardinello und Monreale.

## Geschichte
In der Gegend sind Reste von Siedlungen aus dem 4. Jahrhundert v. Chr. gefunden worden. Die heutige Stadt wurde im 17. Jahrhundert gegründet.
Im Jahr 1922 wurde hier Salvatore Giuliano, ein sizilianischer Bandit, der lange Zeit als Volksheld galt, geboren. Er ist auf dem Ortsfriedhof begraben.

## Sehenswürdigkeiten
- Kirche Maria SS. del Rosario aus dem 15. Jahrhundert
- Burg aus dem Mittelalter